# Aurélien Joachim
Aurélien Joachim (Lussemburgo, 10 agosto 1986) è un calciatore lussemburghese, attaccante dell'Arlon.

## Carriera

### Club

#### Inizi
Ha iniziato a giocare a calcio nel Grevenmacher, club lussemburghese. Nel 2004 è passato al Virton, squadra belga. Nel 2006 è passato al Bochum II, club tedesco. Nel gennaio 2007 si è trasferito all'Alemannia Aquisgrana II. Rimasto svincolato al termine della stagione, nell'estate 2007 è stato ingaggiato dal Jamoigne, club belga.

#### 2008-2013: dal Differdange 03 al RKC Waalwijk
Nel gennaio 2008 si è trasferito al Differdange 03, tornando così a giocare in patria dopo l'esperienza al Grevenmacher. Ha militato nelle file del Differdange 03 fino al 2011, totalizzando 84 presenze e 37 reti in campionato. Nel 2011 è passato al F91 Dudelange. Ha militato nel club giallorosso per una stagione, totalizzando 23 presenze e 19 reti in campionato. Le buone prestazioni di Joachim dell'estate 2012 (7 gol in 6 presenze nei preliminari di Champions League, una presenza e un gol nei preliminari di Europa League) hanno attirato l'attenzione di diversi club. Il 29 agosto 2012 si è trasferito in prestito con diritto di riscatto al Willem II, club olandese. Al termine della stagione il Willem II non ha esercitato il diritto di riscatto e Joachim è tornato al F91 Dudelange. Il successivo 15 luglio si è trasferito a titolo definitivo al RKC Waalwijk, con cui ha firmato un contratto biennale.

#### 2013-2018: dal CSKA Sofia al Lierse
Il 7 luglio 2014 si è trasferito al CSKA Sofia, società bulgara. Ha militato nel club bulgaro per una stagione, totalizzando 20 presenze e 5 reti in campionato. Il 5 agosto 2015 è passato al Burton Albion, club inglese. Il 1º febbraio 2016 ha risolto il proprio contratto con il Burton Albion. Rimasto svincolato, il successivo 4 febbraio è stato ingaggiato dal White Star Bruxelles, con cui ha firmato un contratto di un anno e mezzo. Nel giugno 2016 si è trasferito al Lierse. Ha militato nel club belga per due stagioni, totalizzando 45 presenze e 10 reti in campionato.

#### 2018-oggi: dal Virton all'Ethe
Il 16 luglio 2018 si è trasferito al Virton, tornando così nel club dopo l'esperienza terminata nel 2006. Ha militato nel club belga fino al 2020, totalizzando 27 presenze e 8 reti in campionato. Nel maggio 2020 è passato al Differdange 03, club in cui aveva militato tra il 2008 e il 2011. Ha militato nel club lussemburghese fino al dicembre 2021, totalizzando 29 presenze e 13 reti. Nel 2022 è stato ingaggiato dall'Ethe.

### Nazionale
Ha giocato nella nazionale lussemburghese Under-21.
Ha debuttato in nazionale maggiore il 7 settembre 2005, in Liechtenstein-Lussemburgo (3-0). Ha messo a segno la sua prima rete con la selezione lussemburghese il 7 febbraio 2007, nell'amichevole Lussemburgo-Gambia (2-1), siglando la rete del momentaneo 1-1 al minuto 65. Ha partecipato, con la selezione lussemburghese, alla UEFA Nations League 2018-2019. È sceso in campo, inoltre, nelle qualificazioni ai Mondiali 2006, 2010, 2014 e 2018, nelle qualificazioni agli Europei 2008, 2012, 2016 e 2020. Ha collezionato in totale, con la maglia della selezione lussemburghese, 80 presenze e 15 reti. È il 10° calciatore per numero di presenze con la selezione lussemburghese ed il quarto miglior marcatore (a pari merito con Camille Libar) della storia della Nazionale lussemburghese.

## Palmarès

### Club

#### Competizioni nazionali
- Coppa del Lussemburgo: 3

Differdange 03: 2009-2010, 2010-2011
F91 Dudelange: 2011-2012
- Campionato lussemburghese: 1

F91 Dudelange: 2011-2012

### Individuale
- Calciatore dell'anno (Lussemburgo): 1

2012